# Bobby Boswell
Robert Allen Boswell, mais conhecido como Bobby Boswell (Austin, 15 de março de 1983) é um futebolista norte-americano que atua como zagueiro. Atualmente, joga pelo Atlanta United Football Club.

## Títulos
D.C. United
- Major League Soccer Supporters Shield: 2006, 2007

Individual
- MLS Defender of the Year Award: 2006
- MLS Best XI: 2006